# Teileann
Teileann (en anglès Teelin) és una vila d'Irlanda, al comtat de Donegal, a la província de l'Ulster. Es troba a la Gaeltacht an Láir. És a prop de Slieve League, a l'extrem nord-oest de la badia de Donegal.
El poble és conegut per la pesca, el busseig i la música tradicional. Té un bon port profund i rampes segures per a amarrar els vaixells. És una comunitat de parla irlandesa i ha estat objecte de molts estudis lingüístics.
Teileann va ser un dels primers assentaments d'aparèixer en els mapes d'Irlanda, ja que va ser un port important.
La planificació de les cases a la zona és un bon exemple de la tan criticada desenvolupament cinta endèmica a Irlanda, amb habitatges que s'encadenen al llarg de la carretera principal de diversos quilòmetres amb poca agrupació fins fa poc.
El folklorista Seán Ó hEochaidh és de Teileann.